# Vinteruniversiaden 1960
Vinteruniversiaden 1960 hölls i Chamonix, Frankrike.
| Pl. | Nation          | Guld | Silver | Brons | Totalt |
| --- | --------------- | ---- | ------ | ----- | ------ |
| 1   | Frankrike       | 4    | 2      | 1     | 7      |
| 2   | Sovjetunionen   | 3    | 1      | 1     | 5      |
| 3   | Tjeckoslovakien | 2    | 5      | 0     | 7      |
| 4   | Österrike       | 2    | 2      | 4     | 8      |
| 5   | Schweiz         | 2    | 1      | 1     | 4      |
| 6   | Italien         | 0    | 1      | 1     | 2      |
| 7   | Japan           | 0    | 1      | 0     | 1      |
| 8   | Jugoslavien     | 0    | 0      | 2     | 2      |
| 9   | Polen           | 0    | 0      | 2     | 2      |
| 10  | Ungern          | 0    | 0      | 1     | 1      |

## Sporter
- Alpin skidåkning
- Backhoppning
- Konståkning
- Längdskidåkning
- Nordisk kombination